# Martenitsa

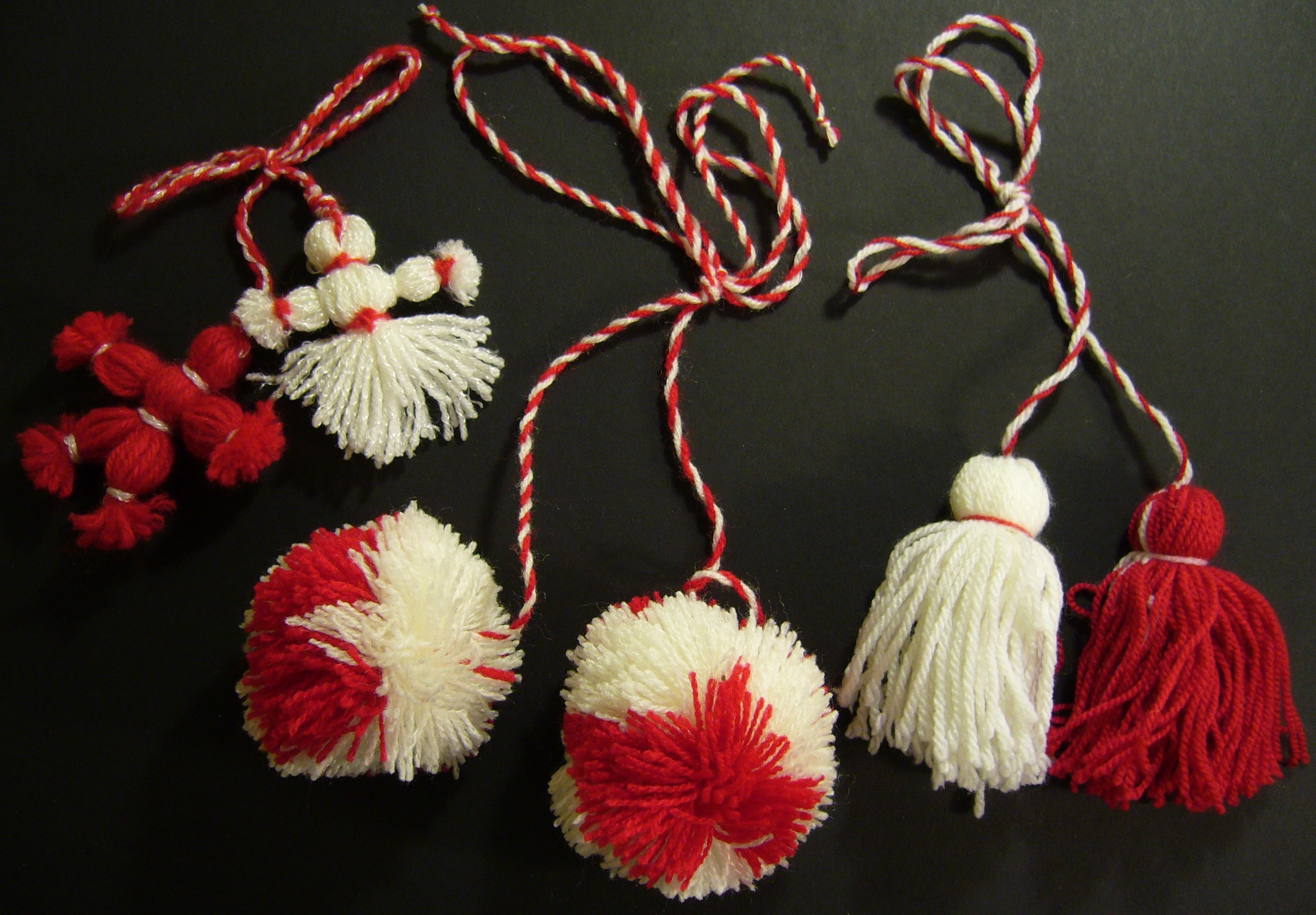
Martenitsas em formatos diversos

Martenitsa (em búlgaro: мартеница /ˈmar.tɛ.ni.ʦa/, plural: мартеници, martenitsi) é uma pequena peça de adorno típica da Bulgária, no formato de pompom feita com fios vermelhos e brancos, que são oferecidas aos amigos e parentes logo antes da chegada da primavera. Na crença dos antepassados, as martenitsas serviam para afastar os males que vinham com o inverno. A cor branca significa a neve que se vai, e o vermelho representa o sol que está chegando.
No dia 1 de março as pessoas amarram as martenitsas que ganharam no pulso, como pulseiras, ou as prendem com alfinetes à roupa, normalmente perto da gola da blusa ou próxima ao peito. A ideia é que a martenitsa, quando usada, acalme os ânimos de Baba Marta, uma figura importante do folclore da Bulgária. Ela é uma senhora muito temperamental, que muda constantemente de humor. A ideia é deixá-la feliz, fazendo com que ela leve embora o inverno, e permita que a primavera chegue, trazendo saúde, felicidade, prosperidade e fertilidade. 

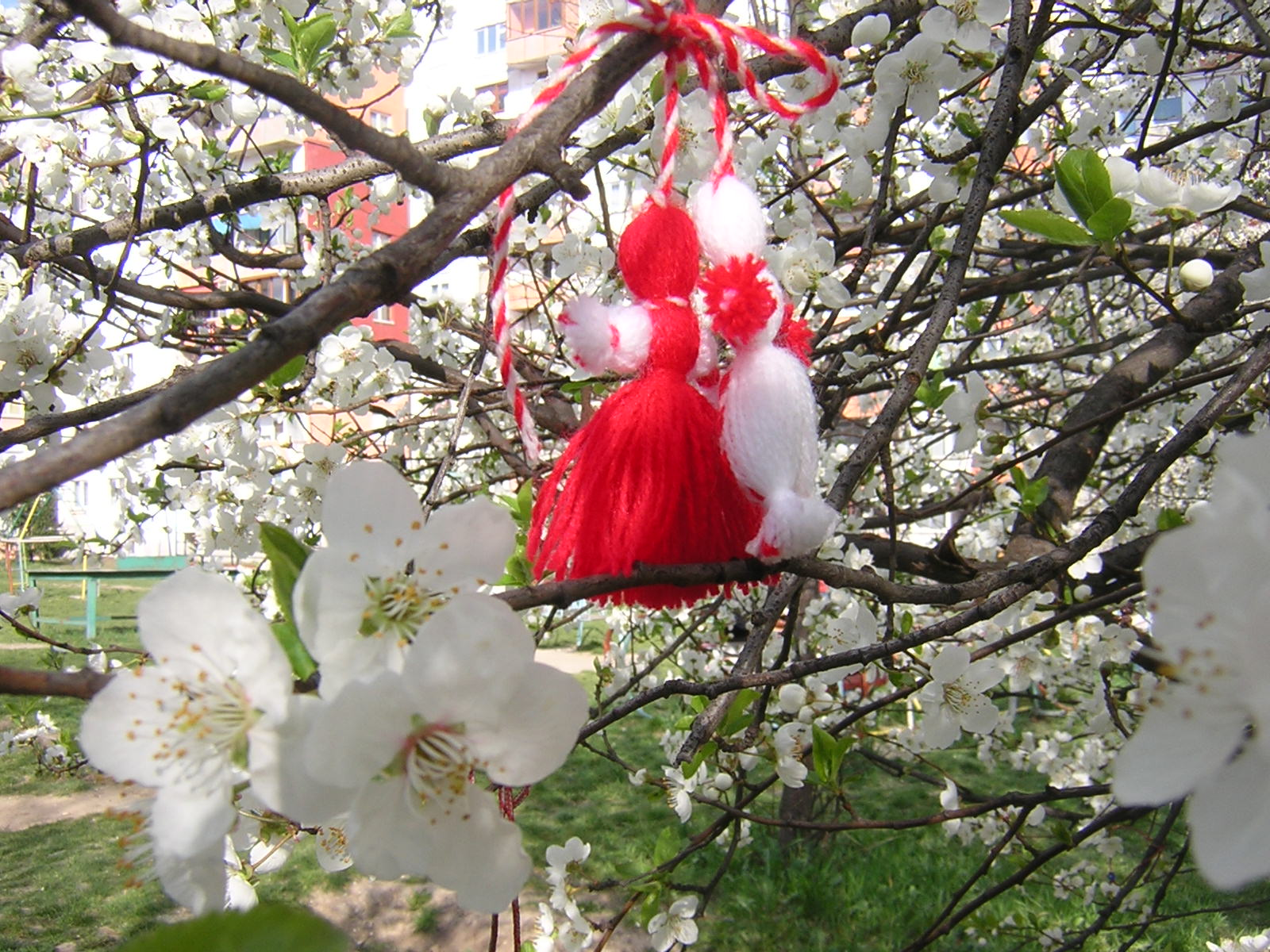
Martenitsas penduradas em uma árvore

A martenitsa só deve ser retirada quando a pessoa que a usa avistar a primeira cegonha da nova estação. Depois de retirada do pulso ou da roupa, a martenitsa é amarrada num galho de árvore, para que ela proporcione à planta a mesma saúde e sorte que proporcionou à pessoa que a usou.
Além do formato semelhante ao do pompom, a martenitsa pode ter a aparência de boneco - o branco é o boneco masculino e, o vermelho, o feminino.
Uma tradição similar existe na Romênia e na Moldávia, e se chama Mărţişor.

## O feriado de Baba Marta

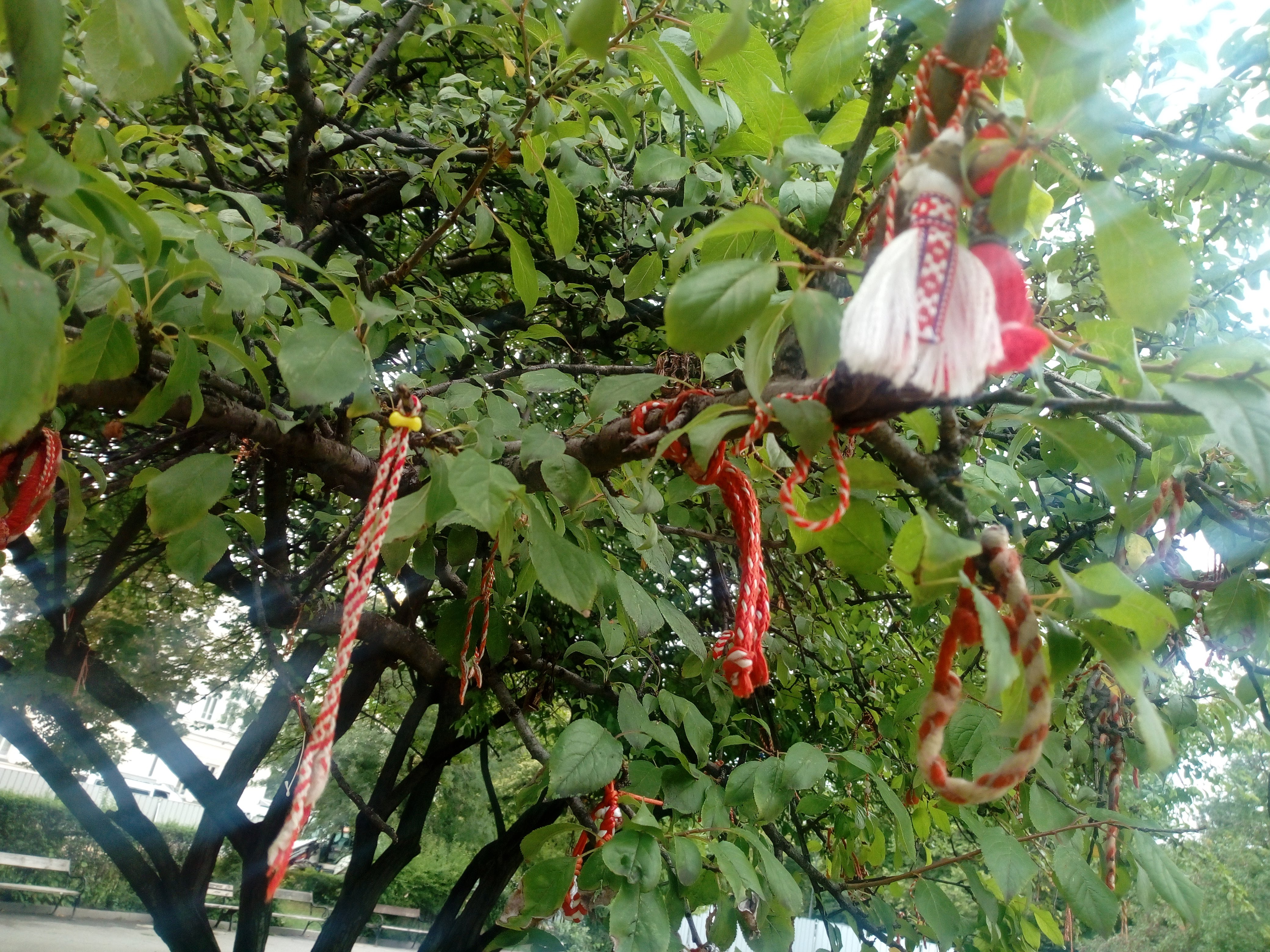

O nome do feriado tradicional de boas-vindas à primavera, festejado em 1 de março, é chamado de Baba Marta (em cirílico: Баба Марта, que em português significa "Vovó Marta", sendo Marta um nome derivado da palavra búlgara para o mês de março, Mart). A tradição de comemorar a Baba Marta tem provavelmente mais de mil anos e, até hoje, é um dos feriados mais populares na Bulgária, quando crianças e adultos podem ser vistos cheios de "penduricalhos" vermelhos e brancos e as árvores ficam salpicadas de martenitsas.